# Stage Bottles
Stage Bottles és un grup skinhead de música oi! i punk rock de Frankfurt del Main amb lletres en anglès de temàtica antifeixista i sobre la lluita de classes del moviment obrer.
L'any 1993 va fer el seu primer concert i en el seu segon concert, l'any 1994, es va incorporar al grup la cantant Manu, la veu femenina de la qual en combinació amb el saxòfon del també cantant Olaf es va convertir en una de les senyes d'identitat de la banda els anys següents.

## Discografia
- 1993: They Are Watching Me EP
- 1994: Corruption & Murder LP (Wiederveröffentlichung 1998)
- 1996: Take That EP
- 1998: Big Kick LP
- 1999: Sometimes Antisocial but Always Antifascist EP
- 1999: Split EP amb No Respect
- 2000: We've Got to Fight LP (directe amb Upstarts im Hamburger Docs)
- 2000: Fetter Skinhead (compartit amb Los Fastidios)[4]
- 2001: I'll Live My Life LP
- 2002: Stage Bottles - 1993-2001 CD
- 2002: The Riot EP (compartit amb Scrapy)
- 2004: New Flag LP
- 2007: Mr. Punch LP
- 2010: Power for Revenge LP
- 2013: Fair Enough LP
- 2013: One World, One Crew EP
- 2013: To Continue Or Give Up EP (compartit amb What We Feel)